# Episodi di Love Boat (settima stagione)
La settima stagione della serie televisiva Love Boat è stata trasmessa in anteprima negli Stati Uniti d'America dalla ABC tra il 1º ottobre 1983 e il 12 maggio 1984.
| nº | Titolo originale | Titolo italiano | Prima TV USA     | Prima TV Italia |
| -- | --- | --------------- | ---------------- | --------------- |
| 1  | China Cruise: The Pledge / East Meets West / Dear Roberta / My Two Dumplings (Part 1)                                    |                 | 1º ottobre 1983  |                 |
| 2  | China Cruise: The Pledge / East Meets West / Dear Roberta / My Two Dumplings (Part 2)                                    |                 | 1º ottobre 1983  |                 |
| 3  | Bricker's Boy / Lotions of Love / The Hustlers                                                                           |                 | 8 ottobre 1983   |                 |
| 4  | Youth Takes a Holiday / Don't Leave Home Without It / Prisoner of Love                                                   |                 | 15 ottobre 1983  |                 |
| 5  | Rhino of the Year / One Last Time / For Love or Money                                                                    |                 | 22 ottobre 1983  |                 |
| 6  | Friend of the Family / Affair on Demand / Just Another Pretty Face                                                       |                 | 29 ottobre 1983  |                 |
| 7  | Japan Cruise: When Worlds Collide / The Captain and the Geisha / The Lottery Winners / The Emperor's Fortune (Part 1)    |                 | 5 novembre 1983  |                 |
| 8  | Japan Cruise: When Worlds Collide / The Captain and the Geisha / The Lottery Winners / The Emperor's Fortune (Part 2)    |                 | 5 novembre 1983  |                 |
| 9  | Long Time No See / The Bear Essence / Kisses and Makeup                                                                  |                 | 12 novembre 1983 |                 |
| 10 | Julie and the Bachelor / Set-up for Romance / Intensive Care                                                             |                 | 19 novembre 1983 |                 |
| 11 | The World's Greatest Kisser / Don't Take My Wife, Please / The Reluctant Father                                          |                 | 26 novembre 1983 |                 |
| 12 | Dee Dee's Dilemma / Julie's Blind Date / The Prize Winner                                                                |                 | 3 dicembre 1983  |                 |
| 13 | The Misunderstanding / Love Below Decks / The End Is Near                                                                |                 | 10 dicembre 1983 |                 |
| 14 | The Last Case / Looking for Mr. Wilson / Love on Strike                                                                  |                 | 17 dicembre 1983 |                 |
| 15 | How Do I Love Thee? / No More Alimony / Authoress! Authoress!                                                            |                 | 7 gennaio 1984   |                 |
| 16 | The Buck Stops Here / For Bettor or Worse / Bet on It                                                                    |                 | 14 gennaio 1984  |                 |
| 17 | Aunt Emma, I Love You / Hoopla / The First Romance                                                                       |                 | 21 gennaio 1984  |                 |
| 18 | Ace in the Hole / Uncle Joey's Song / Father in the Cradle                                                               |                 | 28 gennaio 1984  |                 |
| 19 | Hong Kong Cruise: Polly's Poker Palace / Shop Ahoy / Double Date / The Hong Kong Affair / Two Tails of a City (Part 1)   |                 | 4 febbraio 1984  |                 |
| 20 | Hong Kong Cruise: Polly's Poker Palace / Shop Ahoy / Double Date / The Hong Kong Affair / Two Tails of a City (Part 2)   |                 | 4 febbraio 1984  |                 |
| 21 | Ace's Valet / Mother Comes First / Hit or Miss America                                                                   |                 | 25 febbraio 1984 |                 |
| 22 | The Lady and the Maid / Love Is Blind / The Babymakers                                                                   |                 | 3 marzo 1984     |                 |
| 23 | Side by Side / A Fish Out of Water / Rub Me Tender                                                                       |                 | 10 marzo 1984    |                 |
| 24 | A Rose is Not a Rose / Novelties / Too Rich and Too Thin                                                                 |                 | 17 marzo 1984    |                 |
| 25 | Dreamboat / Gopher, Isaac & the Starlet / The Parents / The Importance of Being Johnny / Julie and the Producer (Part 1) |                 | 5 maggio 1984    |                 |
| 26 | Dreamboat / Gopher, Isaac & the Starlet / The Parents / The Importance of Being Johnny / Julie and the Producer (Part 2) |                 | 5 maggio 1984    |                 |
| 27 | Best Ex-Friends / All the Congressman's Women / Three Faces of Love                                                      |                 | 12 maggio 1984   |                 |